# Cinzano (vermú)
Cinzano es una marca italiana de vermú, propiedad del Grupo Campari.

## Historia

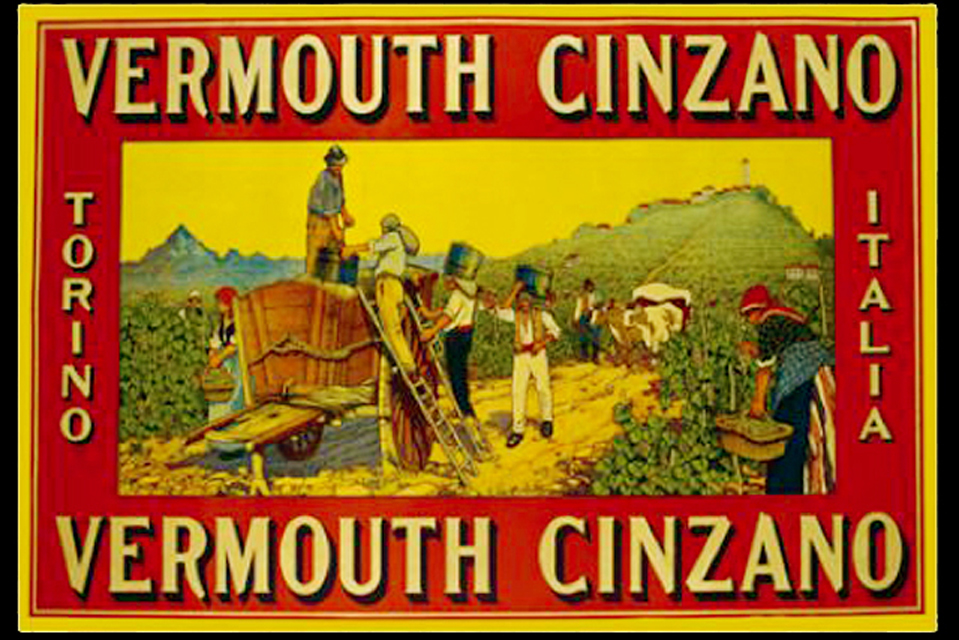
Etiqueta de Cinzano de 1868.

El vermú Cinzano fue creado el 6 de junio de 1757 por dos hermanos de Turín, Giovanni Giacomo y Carlo Stefano Cinzano, quienes elaboraron un vermú rojo con hierbas aromáticas del herbolario familiar. El lanzamiento coincidió con el auge de esta bebida en Piamonte. La nueva destilería llegó a ser una de las más afamadas, al punto que la Casa de Saboya le otorgó una licencia oficial de la Corte en 1786.
Desde la década de 1860, la empresa Cinzano ya producía vermú rojo, vermú blanco y vino espumoso a nivel industrial con distribución en toda Italia, así como otras bebidas alcohólicas. En 1890 comenzaría a exportar en Europa y América, y en los años 1900 fue pionera en inversión publicitaria. La competencia por el liderazgo del sector con Martini Rossi propició el lanzamiento de nuevas variedades.
Por influencia de la inmigración italiana, Cinzano se hizo especialmente popular en Argentina a comienzos del siglo XX. La empresa llegó a comprar en 1923 una bodega en San Juan, destinada a la elaboración de vinos base para vermú. Argentina es actualmente el país que más consume esta marca de vermú, por delante de Rusia e Italia.
La familia Marone-Cinzano mantuvo el control de la empresa hasta los años 1980. En 1985, vendieron el 25 % del capital a International Distillers & Vintners, empresa subsidiaria de Grand Metropolitan, y en 1992 les cedieron el resto por más de 75 millones de libras, con el objetivo de mejorar su posición en América Latina. Grand Metropolitan se fusionó en 1997 con Guinness plc para crear Diageo, la compañía líder mundial en el segmento de bebidas alcohólicas.
En 1999, Diageo vendió la marca Cinzano al italiano Grupo Campari, los fabricantes de Campari y Aperol. La operación permitió conservar las productoras de Santa Vittoria (Italia) y San Juan (Argentina). En 2011, la producción argentina fue trasladada a una nueva planta en Capilla del Señor, Buenos Aires.

## Bebidas

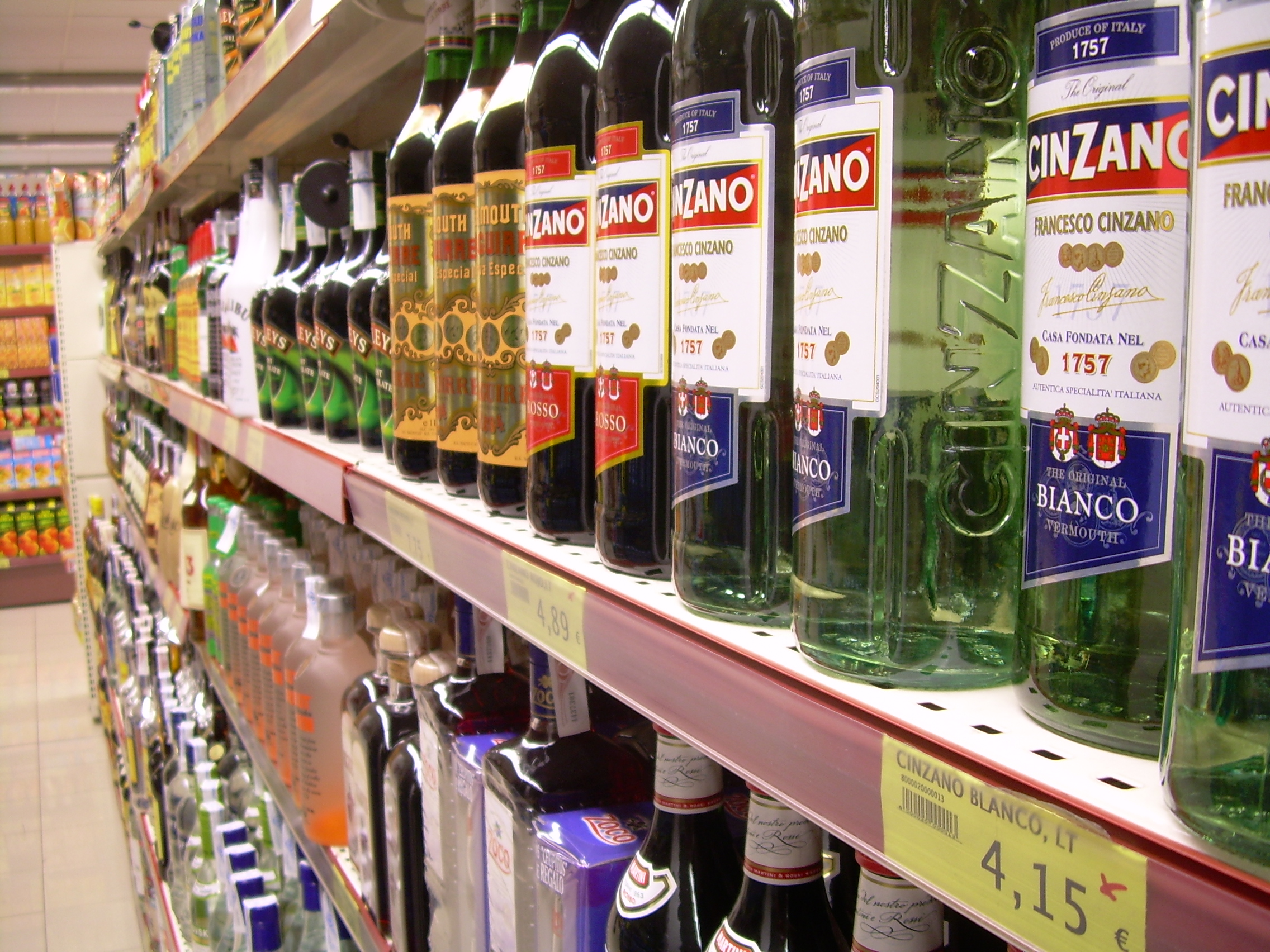
Lineal de Cinzano en un supermercado.

### Vermú
- Cinzano Rosso (vermú rojo)
- Cinzano Bianco (vermú blanco)
- Cinzano Extra Dry (vermú seco)

### Vino espumoso
- Espumoso seco: Pinot Chardonnay, Prosecco, Rosé, Gransec.
- Espumoso dulce: Asti spumante, Brachetto, Gran Cinzano.

### Otros
- Cinzano Aperitivo Bitter Soda. (Campari)